# 니컬러스 해먼드
니컬러스 해먼드(영어: Nicholas Hammond, 1950년 5월 15일 ~ )는 미국, 오스트레일리아의 배우로, 영화 《사운드 오브 뮤직》의 프리드리히 역과 1978년 TV 드라마 《어메이징 스파이더맨》의 주인공 피터 파커 / 스파이더맨 역으로 알려져 있다.
오스트레일리아 이민자 가정에서 성장했으며 아버지 토머스 웨스트 해먼드는 군인이고 어머니 아일린 베넷은 배우이다. 1980년 로라 해먼드(Laura Hammond)와 결혼했지만 4년 뒤 이혼했다.

## 출연 작품
- 레이디스 인 블랙 (2018)
- 미닛맨 (2008)
- 세이비어 (2005)
- 스텔스 (2005)
- 공포의 별장 (2004)
- 잔잔한 호수 위의 파문 (2003)
- 크로커다일 던디 3 (2001)
- 그날이 오면 (2000)
- 파스케이프 (1999)
- 파라다이스 로드 (1997)
- 프로즈 (1993)
- 화이트 코브라 (1993)
- 프랭키스 하우스 (1992)
- 낙원의 폭풍 (1989)
- 에머랄드 시티 (1988)
- 화성 연대기 (1980)
- 스파이더맨 3 (1979)
- 달라스 (1978)
- 스파이더맨 - 78년 시리즈 (1978)
- 스파이더맨 2 (1978)
- 아들과 딸들 (1977)
- 스파이더맨 (1977)
- 야망의 계절 (1976)
- 슈퍼대드 (1973)
- 보잉 707 비상 착륙 (1972)
- 하와이 5-0수사대 (1968)
- 사운드 오브 뮤직 (1965)
- 파리 대왕 (1963)
- 딜론 보안관 (1955)